# Asagena brignolii
Espèce
Synonymes
- Steatoda brignolii Knoflach, 1996

Asagena brignolii est une espèce d'araignées aranéomorphes de la famille des Theridiidae.

## Distribution
Cette espèce est endémique de Grèce.

## Étymologie
Cette espèce est nommée en l'honneur de Paolo Marcello Brignoli.

## Publication originale
- Knoflach, 1996 : Die Arten der Steatoda phalerata-Gruppe in Europa (Arachnida: Araneae, Theridiidae). Mitteilungen der Schweizerischen Entomologischen Gesellschaft, vol. 69, p. 377-404.